# Mémorial de Verdun

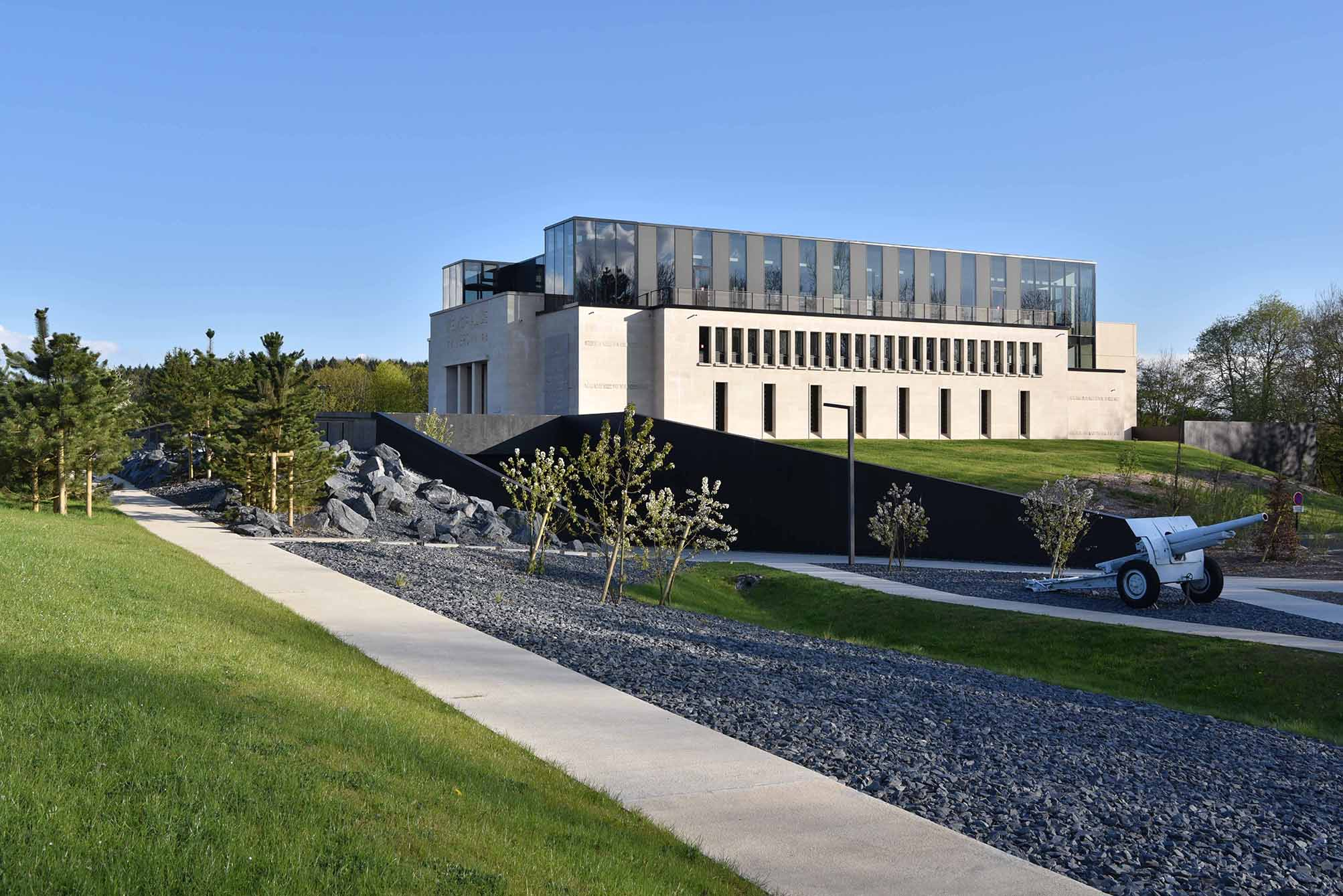
Mémorial de Verdun im Jahr 2017

Das Mémorial de Verdun in Fleury-devant-Douaumont ist ein Museum und eine Gedenkstätte für die Schlachtfelder von Verdun.

## Geschichte
1951 wird das Nationale Komitee zur Erinnerung an Verdun (C.N.S.V.) gegründet, dessen Präsident Maurice Genevoix ist, langjähriger Sekretär der französischen Akademie und Kriegsveteran des 1. WK. Am 23. Oktober 1960 hatte er den Anstoß zum Bau der Gedenkstätte gegeben, die am 17. September 1967 von Andre Duvillard, Minister für Veteranenangelegenheiten, eingeweiht wurde.
Das Museum liegt rund sechs Kilometer nordöstlich von Verdun.

## Umbau und Wiedereröffnung

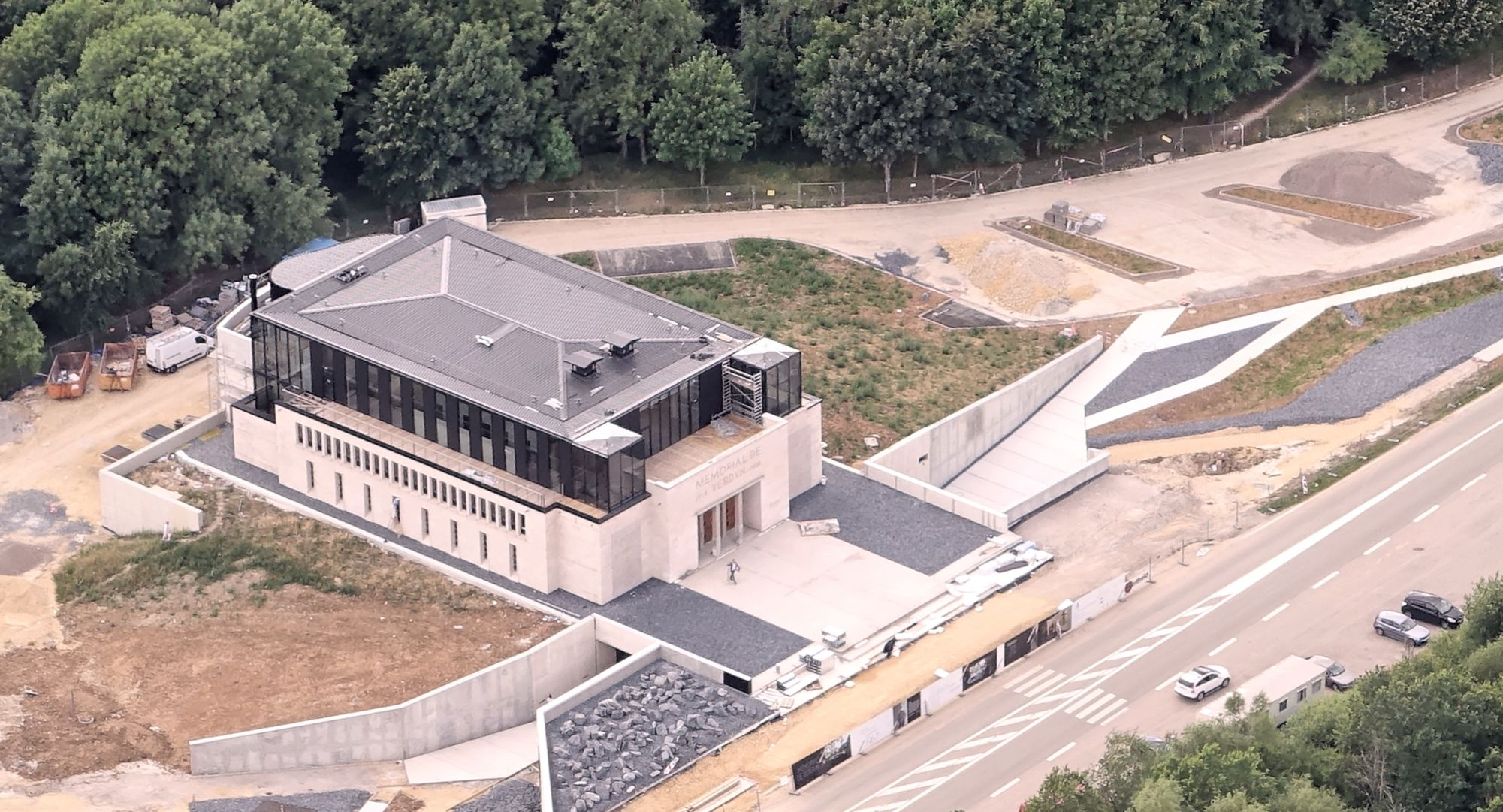
Baustelle im August 2015

Von 2013 bis Februar 2016 war das Museum wegen Renovierung geschlossen.
Das Museum öffnete seine Pforten für den Publikumsverkehr wieder am 22. Februar 2016 zum 100. Jahrestag des Beginns der Schlacht um Verdun.
Das wiedereröffnete Museum stand am 29. Mai 2016 im Mittelpunkt der Gedenkfeierlichkeiten zum 100. Jahrestag der Schlacht um Verdun, an der der französische Staatspräsident François Hollande und die deutsche Bundeskanzlerin Angela Merkel gemeinsam teilnahmen.

## Leitbild und Auftrag des Museums

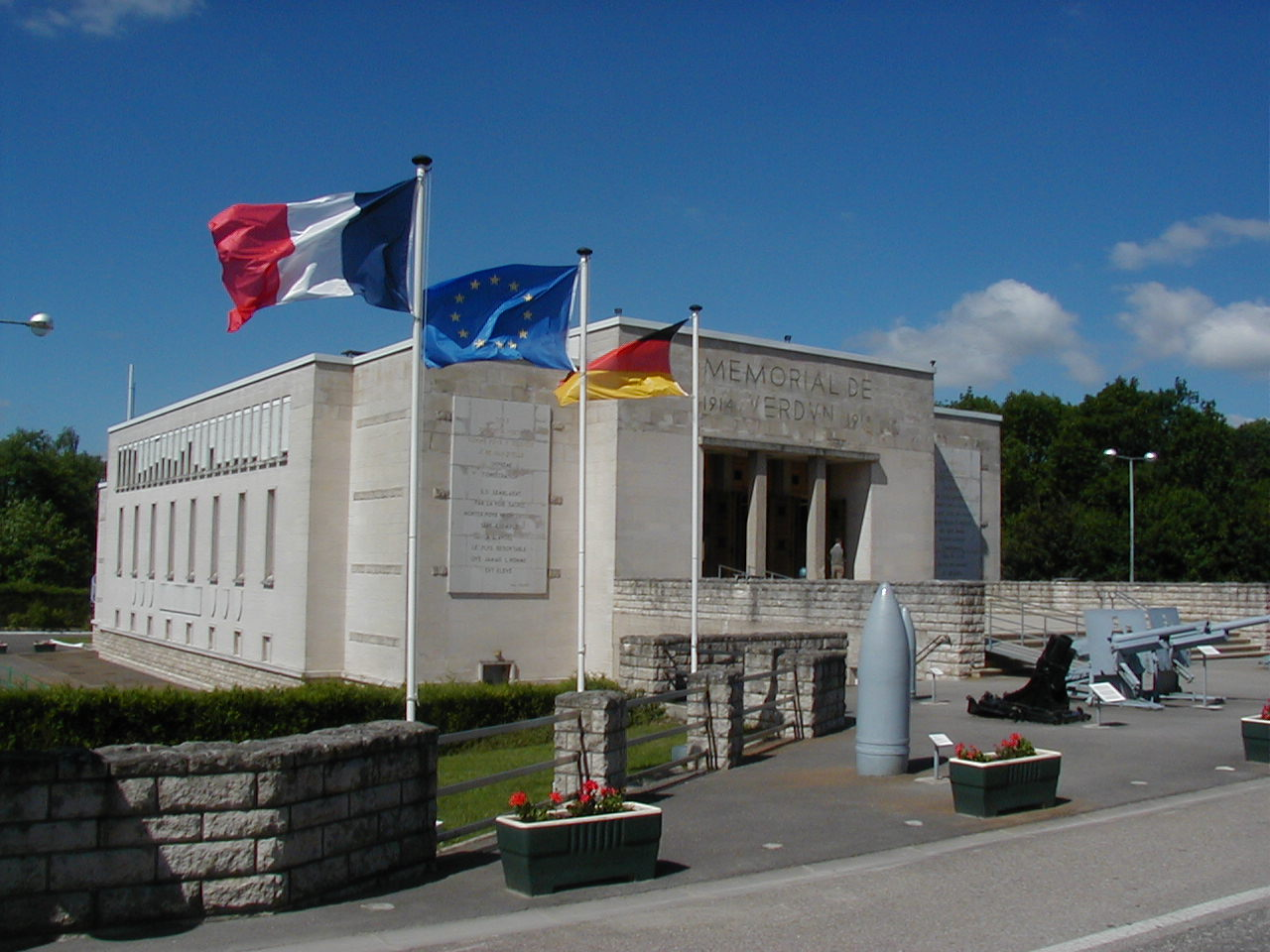
Mémorial de Verdun im Jahr 2004

„Mehr als ein Museum zum Ruhme der französischen Krieger zeugt es von den gemeinsamen Mühen der französischen und deutschen Soldaten.“

## Exponate
Die Exponate sind in mehrere Themenbereiche aufgeteilt.
Die Ausstellung zeigt unter anderem:
- Berliet CBA: ein französischer Lastwagen
- Fokker E.III: ein deutsches Jagdflugzeug von 1916
- Nieuport 11: ein französisches Jagdflugzeug von 1916